# 寝屋川南インターチェンジ
寝屋川南インターチェンジ（ねやがわみなみインターチェンジ）は、大阪府寝屋川市にある第二京阪道路のインターチェンジである。

## 道路
- E89 第二京阪道路（11番）

## 接続する道路
- 国道1号（一般部）

## 歴史
- 2010年3月20日 : 枚方東IC-門真JCT間開通に伴い供用開始

## 隣
E89 第二京阪道路
(10) 寝屋川北IC - (11) 寝屋川南IC - (12) 第二京阪門真IC